# Bato (Camarines Sur)
Pour les articles homonymes, voir Bato.
Bato est une municipalité de la province de Camarines Sur, aux Philippines.
Sa population était de 52 137 habitants en 2015.